# Butch Hartman

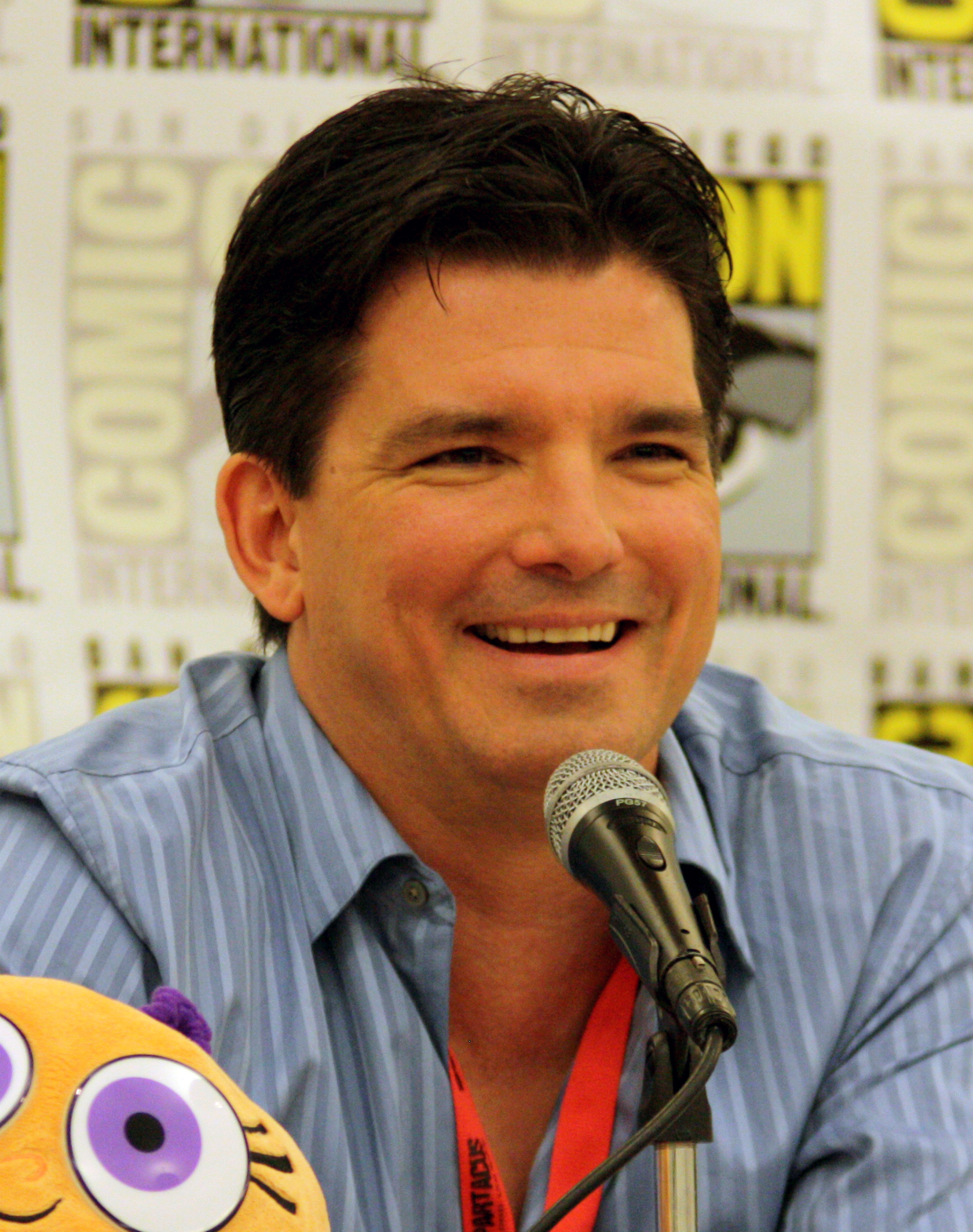
Butch Hartman

Elmer Earl (Butch) Hartman IV (Highland Park (Michigan), 10 januari 1965) is een Amerikaanse stemacteur, uitvoerend producent, animatieregisseur, storyboardtekenaar, producer. Hij is vooral bekend geworden als producer en maker van de animatieseries: The Fairly OddParents en Danny Phantom. In de jaren tachtig was hij ook parttimeacteur.

## Biografie
Hartman werd geboren in Highland Park (Michigan), VS. Al in zijn jeugd kreeg hij de bijnaam 'Butch' die hij later ook voor zijn werk gebruikte. Als kind woonde hij in Roseville, Michigan en als puber woonde hij in New Baltimore (Michigan).
In 1983 studeerde hij af aan de 'Anchor Bay High School' in New Baltimore. Later woonde hij in het 'California Institute of the Arts' in Valencia, Californië.
Toen hij nog op de 'California Institute of the Arts' zat werd hij al gevraagd als intern tussentijdige animator op de Don Bluth film, "An American Tail".
Kort nadat hij was afgestudeerd op de 'California Institute of the Arts' werd hij ingehuurd als een tekenontwerper voor de geanimeerde serie "My Little Pony", echter moest hij werken aan storyboards (waar hij eerder aan was begonnen) en hij werd direct ontslagen.
Kort nadat hij werk gevonden had bij Ruby Slash, werkte hij aan "Avonturen van Sonic de egel", "Captain N: The Game Master" en "Gadget Boy".
Hij werkte mee aan de Disney film Pocahontas. Daarna werd hij een schrijver, regisseur en televisie-storyboardtekenaar voor een aantal Hanna-Barbera-shows, inclusief de cartoons: Dexter's Laboratory, Cow and Chicken, en Johnny Bravo.
Nadat zijn contract was afgelopen met de Hanna-Barbera shows, ging hij werken bij voormalig medewerker Fred Seibert van de Oh Yeah! Cartoons.
Zijn grootste succes kwam in 1997 toen hij The Fairly OddParents ontwierp. Dit bestond oorspronkelijk uit een paar korte animaties in Oh Yeah! Cartoons. In 2001, nam Nickelodeon het over met een volledige serie. Vanwege dit succes vroeg Nickelodeon hem nog een cartoon te ontwerpen. Dit werd Danny Phantom. Dit werd niet echt een groot succes en de productie stopte begin 2007. Eind 2007 kwam er een nieuw seizoen van Fairly odd parents (het zevende). In 2010 creëert hij een nieuwe cartoon genaamd T.U.F.F. Puppy.
Butch Hartman woont sinds 2020 in Bell Canyon (Californië), met zijn vrouw, Julieann, en twee dochters, Carly en Sophia.